# Mircea Cancicov
Mircea Cancicov (n. 24 august 1884, Bacău – d. 25 decembrie 1959, Penitenciarul Râmnicu Sărat) a fost un membru marcant al Partidului Național Liberal și deputat liberal în Parlamentul României, membru de onoare al Academiei Române, un strălucit avocat și de mai multe ori ministru de finanțe al României în mai multe guverne între anii 1936-1939, precum și un economist reputat, care a reușit să ridice economia țării în 1938, an care este considerat și azi un etalon de dezvoltare.

## Biografie
A absolvit Liceul „Principele Ferdinand”, ca șef de promoție, după care a urmat Facultatea de Drept din cadrul Universității București, pe care a absolvit-o în anul 1905. Devenind avocat – magistrat, a profesat în cadrul Baroului Bacău, unde a fost și președinte al Baroului de Avocați. Ca avocat, prin anii' 30 l-a apărat și pe regele Ahmet Zogu al Albaniei într-un litigiu cu Statul român, pentru o moștenire a soției acestuia, care descindea dintr-o familie de boieri moldoveni.
În memoriile sale, referindu-se la Mircea Cancicov, Aurel Popa notează următoarele:
A urmat apoi Facultatea de drept la Sorbona, unde a fost tot șef de promoție. A fost coleg la Sorbona cu președintele Franței, al cărui nume nu-l mai țin minte și care a urmat după prima descăunare a generalului Charles de Gaulle. Acest președinte i-a trimis lui Cancicov, prin ambasada Franței la București, câte un pachet lunar în greutate de 20 kg cu alimente, până la data de 14 mai 1948, când s-a produs interdicția totală de corespondență.
În 1926 s-a căsătorit cu Georgeta Jurgea din Poieni, comuna Parincea, cunoscută ca scriitoare sub numele de Georgeta Mircea Cancicov. Soția lui Canciov, Georgeta, care era o femeie plăcută și inteligentă, a pătruns în anturajul feminin al lui Ion Antonescu. Doamna Antonescu, doamnele Veturia Goga și Veturia Manuilă au adoptat-o în cenaclul lor. Astfel, doamna Canciov era nelipsită din casa lui Antonescu, mai ales de la vila lui de la Predeal, unde-și petrecea Conducătorul sfârșitul de săptămână. În baza trecerii pe care o avea pe lângă mareșalul Antonescu, la cererea Comunității evreilor din Bacău, a făcut numeroase intervenții în favoarea acestora. Una din ele a dus la anularea ordinului dat de Pichi Vasiliu, subsecretar de stat la Ministerul de Interne, de a se face ghetouri în Moldova. Altă dată a obținut anularea ordinului de a se face echipe de câte 500 femei evreice care să lucreze în spatele frontului, la tranșee. În dimineața zilei de 23 august a reușit să obțină aprobarea ca un detașament de 600 de evrei, ce urmau să fie evacuați, să rămână pe loc.

## Activitatea profesională
A fost profesor universitar la Catedra de Finanțe, din cadrul Facultății de Drept din București.
A fost desemnat, alături de Istrate Micescu, Armand Călinescu, Constantin Argetoianu și Gheorghe Tătărescu să elaboreze o nouă Constituție.
Fruntașul national-țărănist și istoricul Ion Hudiță nota în memoriile sale că, la 5 martie 1939, a aflat că:
"Regele Carol al II-lea se pregătește să abdice. De mai bine de zece zile se fac o serie de pregătiri în acest sens. Mircea Cancicov, ministru de finanțe, a făcut două drumuri în Elveția și Olanda, unde Carol are mari depuneri în bănci, pentru transferul lor în America. Băncile din aceste două țări, de teama unei ocupații germane, au transferat deja de mai mult timp depozitele lor în America".
A fost o perioadă vicepreședinte și administrator delegat al Banque de Crédit Roumain.

## Activitatea politică
Mircea Cancicov a fost întâi Subsecretar de stat la Ministerul Agriculturii și Domeniilor (2 octombrie 1934 - 28 august 1936) în Guvernul Gheorghe Tătărăscu (2), apoi Ministrul finanțelor (29 august 1936 - 14 noiembrie 1937) în Guvernul Gheorghe Tătărăscu (3), (17 noiembrie - 28 decembrie 1937) în Guvernul Gheorghe Tătărăscu (4), (11 februarie - 29 martie 1938) Guvernul Miron Cristea (1), (30 martie 1938 - 31 ianuarie 1939) în Guvernul Miron Cristea (2), apoi Ministrul economiei naționale (11 mai - 3 iulie 1940) în Guvernul Gheorghe Tătărăscu (6) și (10 noiembrie 1940 - 27 ianuarie 1941) în Guvernul Ion Antonescu (2). În perioada (11 februarie - 29 martie 1938) a îndeplinit în paralel și funcția de ministru al justiției ad interim.

## Activitatea edilitară

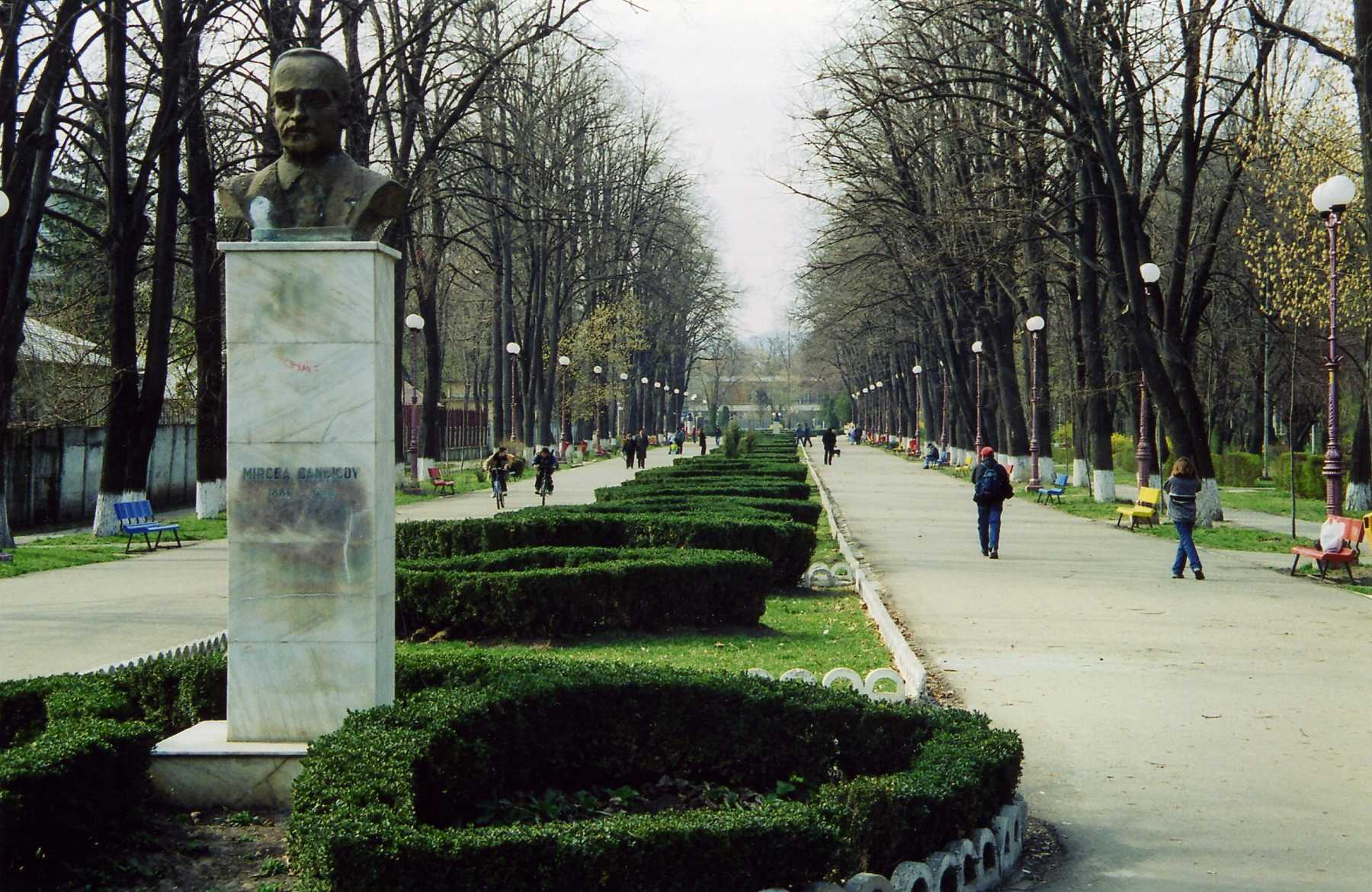
Monumentul Mircea Cancicov, amplasat în Parcul Cancicov din Bacău, a fost realizat de sculptorul băcăuan Mihai Bejenariu în 1997, turnat în bronz. În 2009, monumentul a fost vandalizat și nu mai are placa de marmură explicativă.

A fost consilier municipal și un susținător activ al procesului de modernizare al Bacăului, contribuind la realizarea unor obiective importante: parcul central al orașului (care astăzi poartă numele de Parcul Cancicov), clădirea Administrației Financiare (astăzi Poșta Centrală), clădirea Asigurărilor Sociale (în prezent Casa de Asigurări de Sănătate – “Policlinica veche”), amenajarea cartierului C.F.R., sprijinirea organizării Școlii Normale de Învățători și a Liceului de Fete (în prezent Colegiul Național „Vasile Alecsandri” din Bacău) ș.a.
A contribuit, printre altele, la finanțarea complexului sculptural realizat de Constantin Brâncuși de la Târgu-Jiu și la construirea noului corp de clădire al Bibliotecii Academiei Române, din București, inaugurat în 1938.
Mircea Cancicov s-a aflat printre ctitorii Bisericii Sf. Apostoli Petru și Pavel - Vâlcele din Târgu Ocna.

## Afilieri științifice
A fost ales membru de onoare al Academiei Române la 22.06.1937 iar la 28.05.1938 a devenit membru de onoare al Academiei de Științe din România. În 1948, după condamnare, a fost radiat din rândul membrilor Academiei Române. A fost repus în drepturi la 03.07.1990.

## Sfârșitul tragic
La 3 octombrie 1946, începea la Secția a VII-a a Curții Criminale din București judecarea „lotului de miniștri antonescieni, autorii aservirii României la carul imperialismului fascist german”.
Mircea Cancicov a fost arestat la 5 octombrie 1946 și condamnat de către Curtea Supremă prin sentința nr. 1510/1948 la 20 de ani temniță grea pentru crimă de război. În descrierea faptului se arată că „fiind ministru de Finanțe, a luat parte la alăturarea României cu Germania, vânzându-se bunurile țării și a contribuit la începerea războiului”. A trecut prin penitenciarele Văcărești, Aiud și Râmnicu Sărat, unde a decedat în ziua de 25 decembrie 1959. În perioada detenției, T.B.C.-ul i-a atacat 5 organe. A murit fără nici un ajutor medical.
Este de remarcat faptul că lui Cancicov nu i s-a putut aduce nicio învinuire personală, singura sa "vină" fiind aceea de a fi fost membru al guvernului Antonescu.
Cu privire la data decesului există și o altă variantă: aprilie 1964. Într-o scrisoare către George Călinescu, publicată de criticul literar Nicolae Mecu în volumul: G. Călinescu și contemporanii săi (Buc., Ed. Minerva, vol. I, 1984), prozatoarea Georgeta Mircea Cancicov (1899-1984), îi comunica teribila veste: "Abia de câteva zile am aflat că soțul meu a murit acolo unde se afla de 18 ani."

## In memoriam
- În Bacău, str. Str. Vasile Alecsandri 3 se găsește Casa Mircea Cancicov, înscrisă în Lista monumentelor istorice din județul Bacău cu cod LMI: BC-II-m-B-00758. În prezent, casa fostului fruntaș liberal este sediul P.N.L. local.
- La Balcic se află " Vila Cancicov", opera arhitectei Henrieta ("Riri") Delavrancea-Gibory, ridicată în anul 1936 pentru ministrul liberal de finanțe Mircea Cancicov. În jurul casei a fost amenajată o frumoasă grădină terasată. Din păcate, în prezent ambele sunt neîngrijite de actualul proprietar.[19] Casa se află în orașul vechi, pe strada Yavorov, fosta stradă B.P. Hașdeu dinainte de război.[20]
- Parcul central al orașului Bacău poartă numele său (Parcul Cancicov).
- La 22 septembrie 2011, în Bacău a fost inaugurat Centrul de Afaceri și Expoziții "Mircea Cancicov".[21]
- La 1 martie 2012 Consilierii locali din Bacău au conferit post mortem titlul de “cetățean de onoare” și cheia municipiului Bacău fraților Mircea și Elena Cancicov.[3]